# Partit Socialcristià (Suïssa)
El Partit Socialcristià (alemany Christlich-soziale Partei, CSP, francès Parti chrétien-social, PSC, italià Partito Cristiano Sociale, romanx Partida cristiansociala de la Svizra, PCS) és un partit polític de Suïssa. Amb l'esquerra cristiana moderada com a teló de fons, el CSP es compromet cercar solucions socials i polítiques democràtiques i ambientalistes. Els principis fonamentals del CSP defensen, entre d'altres "la solidaritat amb els desafavorits socialment i econòmica i la preservació del medi ambient". En un punt de vista social, té opinions molt liberals a favor del dret a l'avortament, les relacions homosexuals i l'eutanàsia, que difereix molt amb els altres partits polítics cristians, que tradicionalment són conservadors.
Aparegué el 1989 als Grisons com a escissió del Partit Popular Democristià de Suïssa, que el 1993 es formà també a Zúric. Ambdues seccions s'unificaren el 1997 amb altres sorgides a Jura, Friburg i Lucerna.
Després de les eleccions federals suïsses de 2015 el CSP no ha tornat ha obtenir l'escó que aconseguia des del 1999 al Cantó de Friburg. A nivell cantonal, però, manté la representació principalment en els cantons catòlics de Valais, Friburg, Obwalden i Jura.

## Resultats electorals
| Any  | Resultat | Resultat | Escons al CN | +/- | Pos. | Escons al CE | +/- |
| Any  | Vots     | %        | Escons al CN | +/- | Pos. | Escons al CE | +/- |
| ---- | -------- | -------- | ------------ | --- | ---- | ------------ | --- |
| 1999 | 73.198   | 0,40     | 1 / 200      | Nou | 15è  | 0 / 46       | Nou |
| 2003 | 52.773   | 0,40     | 1 / 200      | =   | 13è  | 0 / 46       | =   |
| 2007 | 74.381   | 0,40     | 1 / 200      | =   | 14è  | 0 / 46       | =   |
| 2011 | 60.140   | 0,30     | 1 / 200      | =   | 14è  | 0 / 46       | =   |
| 2015 | 29.051   | 0,20     | 0 / 200      | 1   | 14è  | 0 / 46       | =   |
| 2019 | 33.545   | 0,30     | 0 / 200      | =   | 13è  | 0 / 46       | =   |
| 2023 | 2.397    | 0,09     | 0 / 200      | =   | 14è  | 0 / 46       | =   |